# Tiziana Hartivig
Tiziana Nadine Hartivig (Quilmes, provincia de Buenos Aires, Argentina, 5 de febrero de 2003) es una futbolista argentina. Juega como lateral o volante en San Luis de la Primera A.

## Trayectoria
Hartivig comenzó su carrera en Huracán de la Primera División argentina. Debutó con 15 años y tras cuatro años en el club, se marchó a Talleres. Fue titular habitual del equipo que estuvo cerca del ascenso en 2023 y finalmente logró el objetivo en 2024, temporada en la que fue titular en tres partidos. Aun así, sus ingresos desde el banco le permitieron sumar un total de 637 minutos ese año en la defensa de Las Matadoras. Para el año 2025, se unió a San Luis FC.

## Clubes
| Club     | País      | Año           |
| -------- | --------- | ------------- |
| Huracán  | Argentina | 2019-2022     |
| Talleres | Argentina | 2023-2024     |
| San Luis | Argentina | 2025-presente |